# IC 4851
IC 4851 ist eine Balken-Spiralgalaxie vom Hubble-Typ SBab im Sternbild Pfau am Südsternhimmel. Sie ist schätzungsweise 195 Millionen Lichtjahre von der Milchstraße entfernt und hat einen Durchmesser von etwa 90.000 Lj. 
Das Objekt wurde am 17. September 1901 von dem US-amerikanischen Astronomen DeLisle Stewart entdeckt.